# Tour de France 2004/5. Etappe
Die fünfte Etappe der Tour de France 2004 führte über 200,5 km von Amiens an Paris vorbei nach Chartres. Das Profil der Etappe war recht wellig, jedoch gab es keine größere Schwierigkeiten. Die Etappe beinhaltete drei Zwischensprints und eine Bergwertung der 4. Kategorie.
Bei Kilometer 8 gab es den ersten Ausreißversuch durch den Österreicher Bernhard Eisel und den Italiener Alessandro Bertolini. Danach gelang es dem Niederländer Kroon aus dem Rabobank-Team zum Spitzenduo aufzuschließen. Kurz darauf wurden jedoch die Ausreißer wieder vom großen Feld gestellt.
Direkt nach dem Zusammenschluss attackierten Piil aus dem Team CSC, Tombak und O’Grady beide aus dem Team Équipe Cofidis, Rogers von Team Quick Step und George Hincapie vom US-Postal-Team. Nach wenigen Minuten schließen auch noch Vicioso und Mori auf. Jedoch hatte auch diese Attacke keine Chance, denn kurz darauf gab es wieder den Zusammenschluss mit dem Hauptfeld.
Der dritte Ausreißversuch von Piil, O’Grady, Bäckstedt, Casar und Voeckler glückte. Die fünf Ausreißer konnten ihren Vorsprung schnell auf 30 Sekunden ausbauen. Der Französische Meister Thomas Voeckler – der nur 3 Minuten und 10 Sekunden Rückstand auf Lance Armstrong hatte – fuhr im virtuellen Gelben Trikot. Der Vorsprung der Spitzengruppe stieg stetig auf über 17 Minuten. Da es im Feld keine stetige Nachführarbeit gab, konnte die Spitzengruppe den Etappensieg unter sich ausmachen. Der Französische Meister versuchte sich von der Spitzengruppe zu lösen, was jedoch nicht klappen sollte. Unterdessen attackierte Stuart O’Grady, jedoch können Voeckler und Piil zu O’Grady aufschließen. Kurz darauf – nach einem „Stehversuch“, indem die anderen wieder herankamen – kam es zum Antritt von Stuart O’Grady, der den Sieg erringen konnte. Zweiter wurde der Däne Jakob Piil vor Sandy Casar. Thomas Voeckler konnte somit das Gelbe Trikot von Lance Armstrong übernehmen. Infolge des schlechten Wetters kam es zu einigen Stürzen von u. a. Rolf Aldag, Alessandro Petacchi, sowie von zwei Helfern von Lance Armstrong.

## Zwischensprints

### Zwischensprint 1 inBeauvais(57,5 km)
| Erster  | Magnus Bäckstedt 6 P. und 6 s |
| Zweiter | Stuart O’Grady, 4 P. und 4 s  |
| Dritter | Jakob Piil, 2 P. und 2 s      |

### Zwischensprint 2 inOrvilliers(142 km)
| Erster  | Stuart O’Grady 6 P. und 6 s    |
| Zweiter | Magnus Bäckstedt, 4 P. und 4 s |
| Dritter | Thomas Voeckler, 2 P. und 2 s  |

### Zwischensprint 3 inMaintenon(180,5 km)
| Erster  | Stuart O’Grady 6 P. und 6 s |
| Zweiter | Sandy Casar, 4 P. und 4 s   |
| Dritter | Jakob Piil, 2 P. und 2 s    |

## Bergpreis
| Mont des Fourches, Kategorie 4 |                           |
| Erster                         | Sandy Casar, 3 Punkte     |
| Zweiter                        | Thomas Voeckler, 2 Punkte |
| Dritter                        | Magnus Bäckstedt, 1 Punkt |